# Bill Shankly
William "Bill" Shankly, OBE (sinh ngày 2 tháng 9 năm 1913 - mất ngày 29 tháng 9 năm 1981) là một cầu thủ bóng đá Scotland và là huấn luyện viên. Bill Shankly được biết đến như là một huyền thoại của câu lạc bộ Liverpool. Ông được coi là một trong những huấn luyện viên bóng đá thành công nhất và được kinh trọng. Ông đã dẫn dắt Liverpool khi họ là một câu lạc bộ hạng bét và xây dựng lại đội này trở thành một thế lực đáng gờm trong lịch sử bóng đá Anh.
Kể từ năm 1954, khi bị xuống hạng, Liverpool đã phải vật lộn để có thể trở lại với đấu trường đỉnh cao của bóng đá Anh nhưng không thành công, lúc đó Bill Shankly đến với câu lạc bộ này từ Huddersfield Town. Shankly có nhiều ý tưởng và dự định đối với đội bóng. Kể từ khi đến với Anfield ông đã mang lại rất nhiều sự đổi khác, đó là những phương pháp tập luyện mới, những cầu thủ mới cũng lần lượt đến với Anfield thông qua những bản hợp đồng chuyển nhượng.
Bill Shankly được coi là người mở đường của Liverpool dưới sự dẫn dắt của ông đội bóng không có được những thành công rực rỡ như thời Bob Paisley nhưng những điều ông làm lại là tiền đề cho sự thành công của các vị huấn luyện viên sau này như Paisley, Joe Fagan, Kenny Dalglish...